# Savane inondable du Paraná
Localisation
La savane inondable du Paraná est une écorégion terrestre en Amérique du Sud, définie par le Fonds mondial pour la nature (WWF), qui appartient au biome des prairies et savanes inondées. Elle appartient à l'écozone néotropicale dans la phytodivision du Paraná. Elle s'étend sur l'Argentine et des petites parties du Paraguay et de l'Uruguay.

## Géographie et climat
L'écorégion occupe une mince bande sur les deux rives et le delta du Rio Paraná, un des plus grands fleuves du monde et le deuxième d'Amérique du Sud après l'Amazone ; elle déborde sur les rives du Río de la Plata, large estuaire commun du Paraná et du Río Uruguay. C'est un ensemble complexe de bras, îles, lagunes d'eau douce, forêts galeries, forêts claires et prairies inondables. La forte humidité permanente adoucit le climat, caractérisé par de faibles variations diurnes et saisonnières, et entretient une flore et une faune spécifiques,.

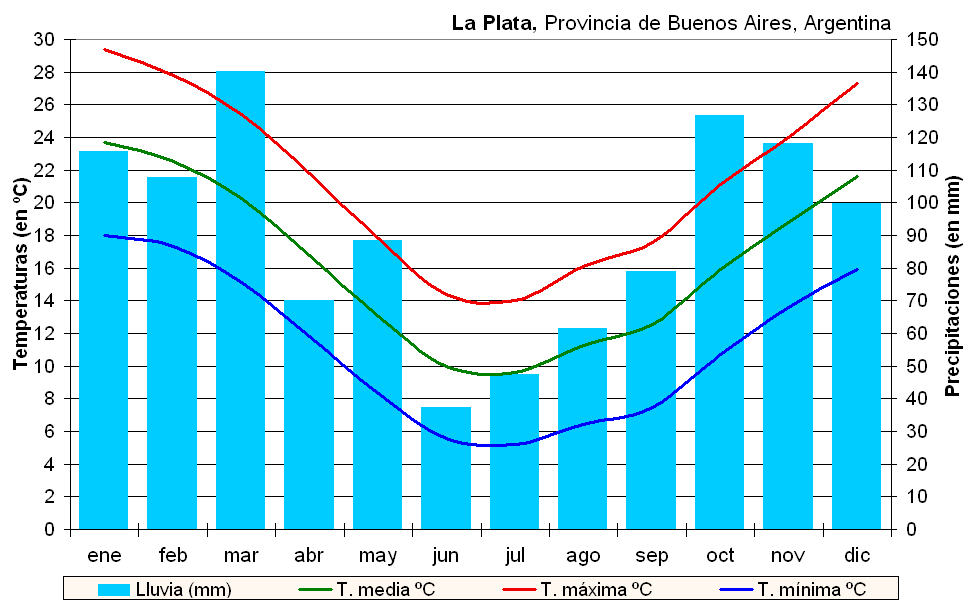
Climogramme de La Plata.

## Flore
Parmi les arbres figurent le saule de Humboldt, Tessaria integrifolia (nom local : palo bobo) et Erythrina crista-galli (nom local : ceibo ou seibo). Parmi les plantes aquatiques, on rencontre les genres Eichhornia et Paederia, le nénuphar géant Victoria cruziana  connu sous plusieurs noms locaux (abatí yú, iru pé, irupé, maíz del agua, urupé), Cyperus giganteus (nom local : pirí-junco), Typha angustifolia (nom local : tule), Typha domingensis (nom local : totora) et Pontederia cordata,.

Flore et paysages de la savane inondable du Paraná
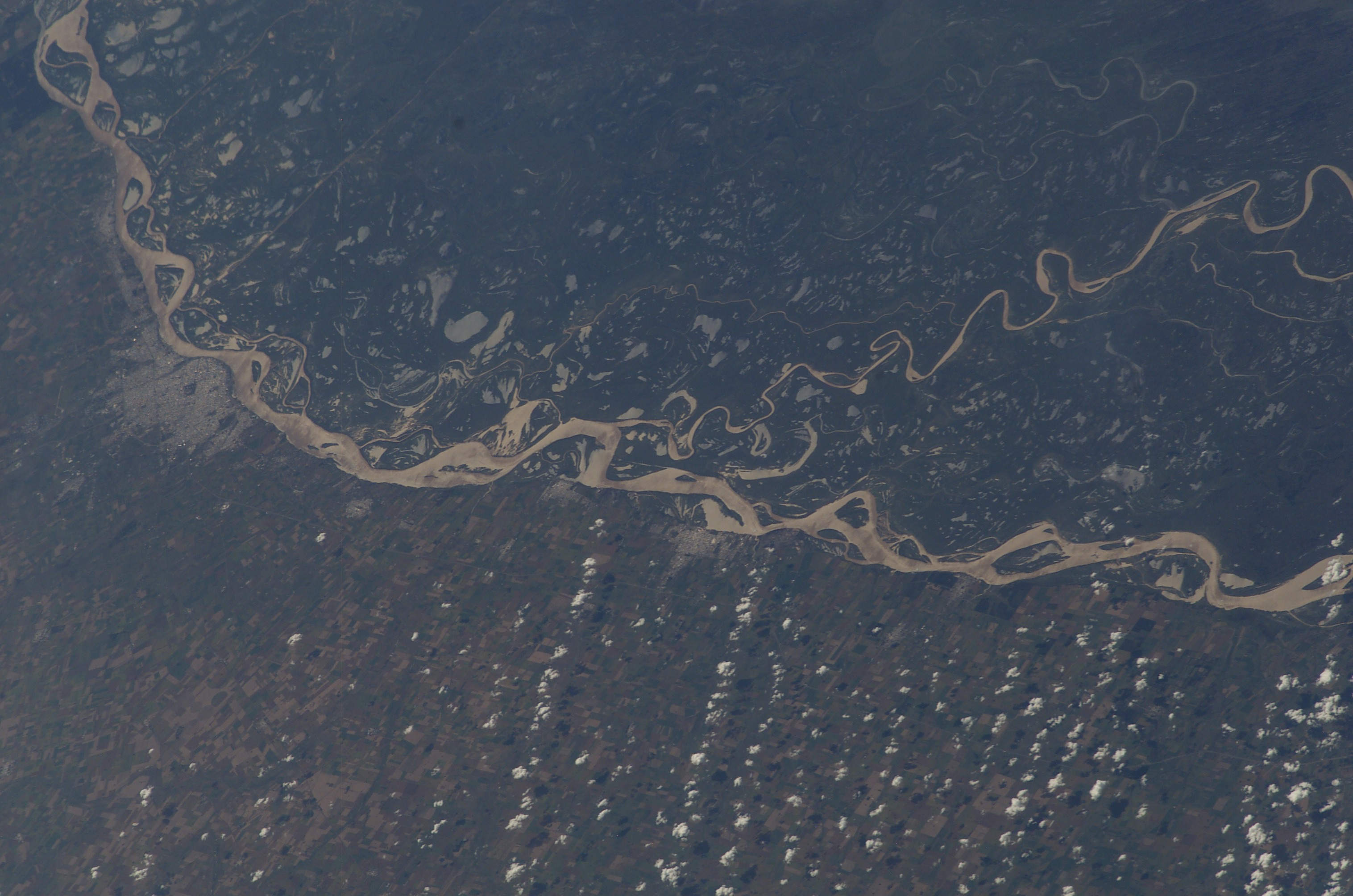
Plaine inondable du delta du Paraná près de Villa Constitución, image NASA prise en mai 2003.
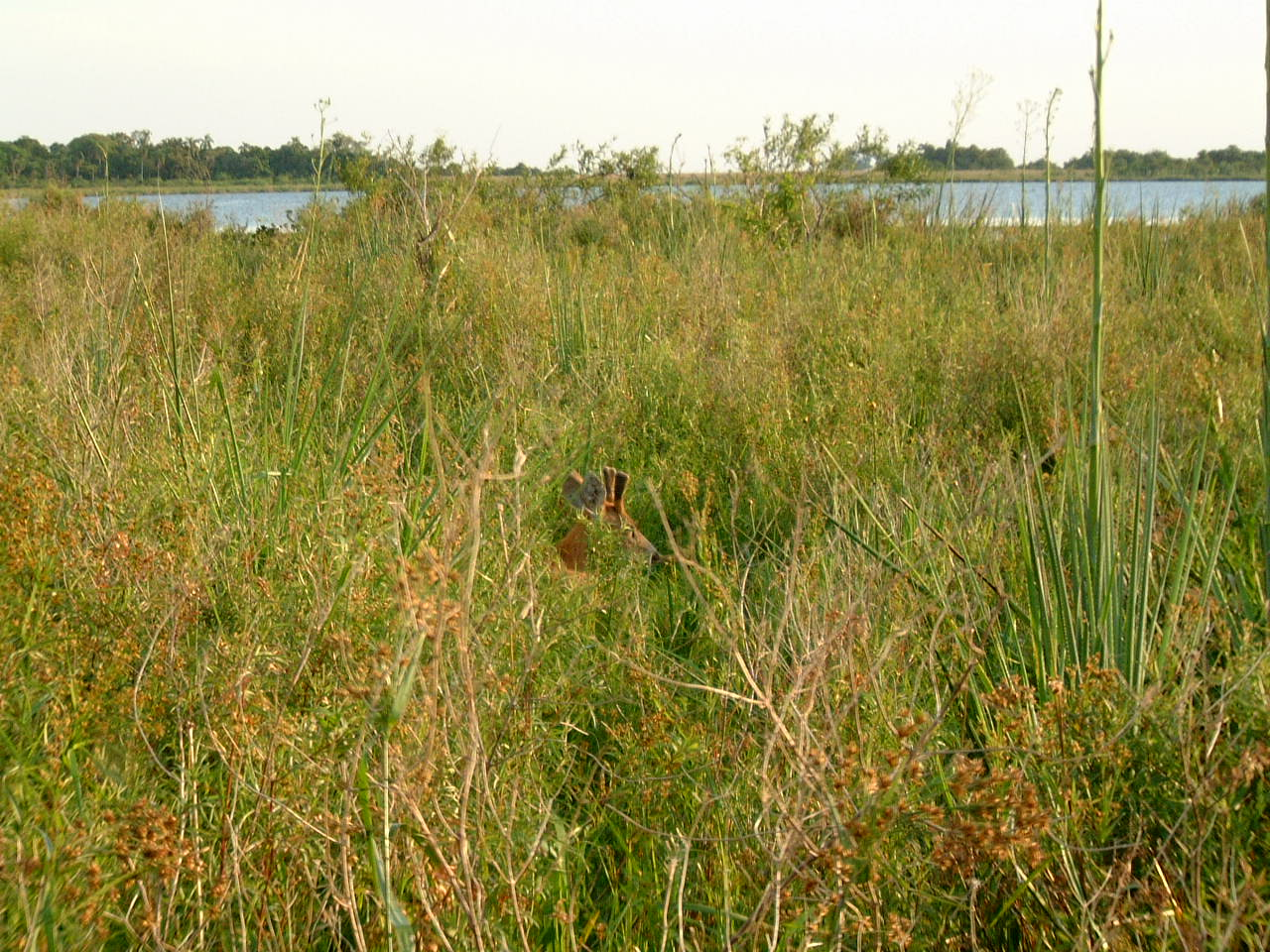
Cerf des marais dans les roseaux aux Esteros del Iberá en novembre 2006.
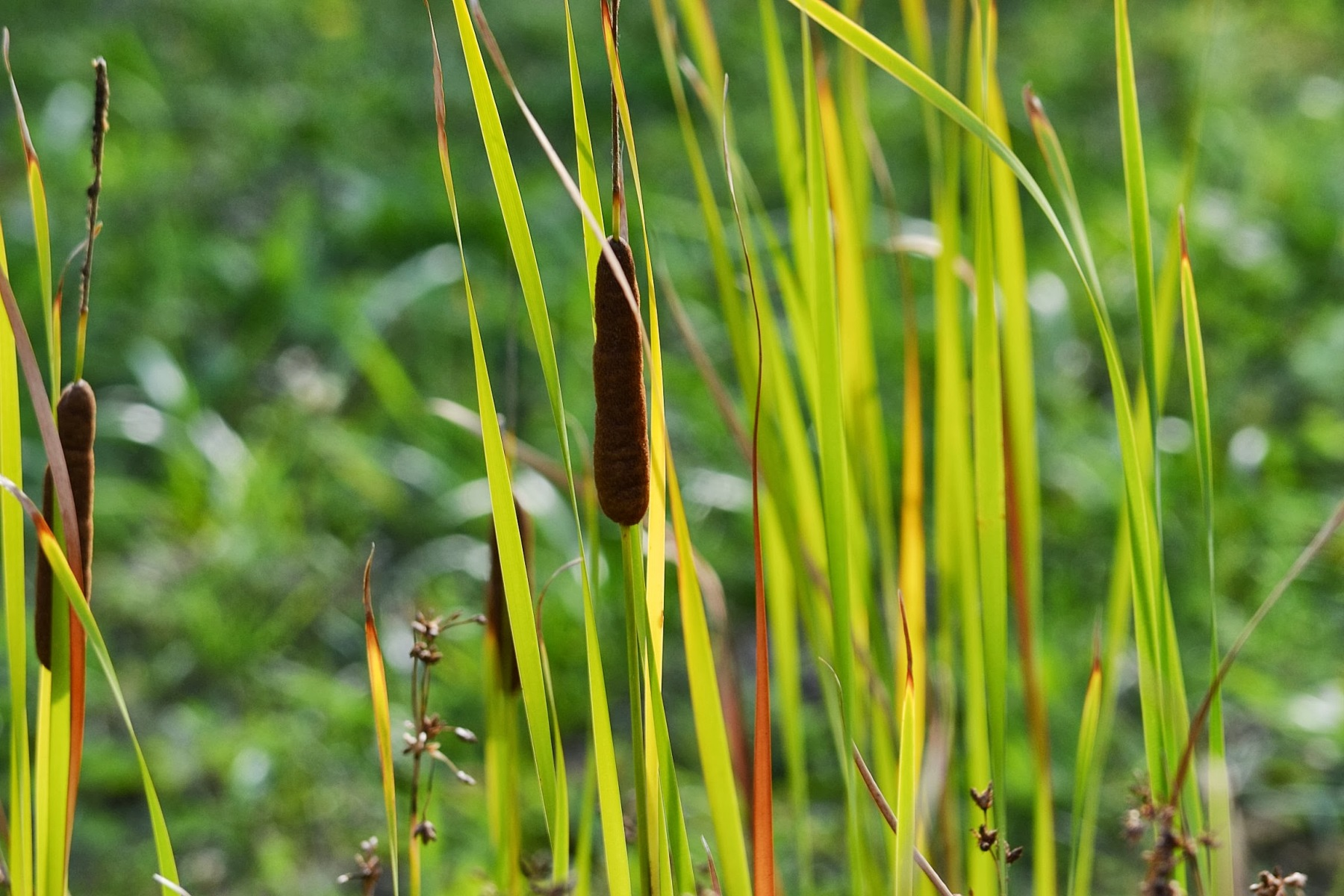
Massette à feuilles étroites en mai 2019, lieu inconnu.
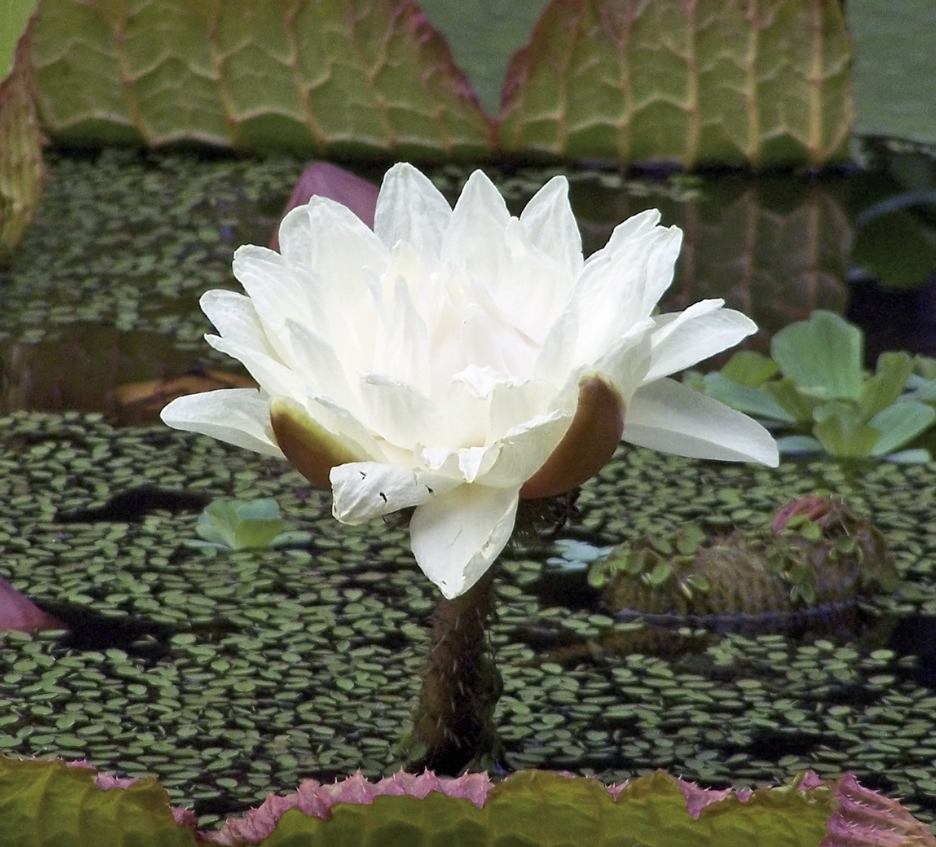
Plante et fleur de Victoria cruziana en juillet 2008, lieu inconnu.

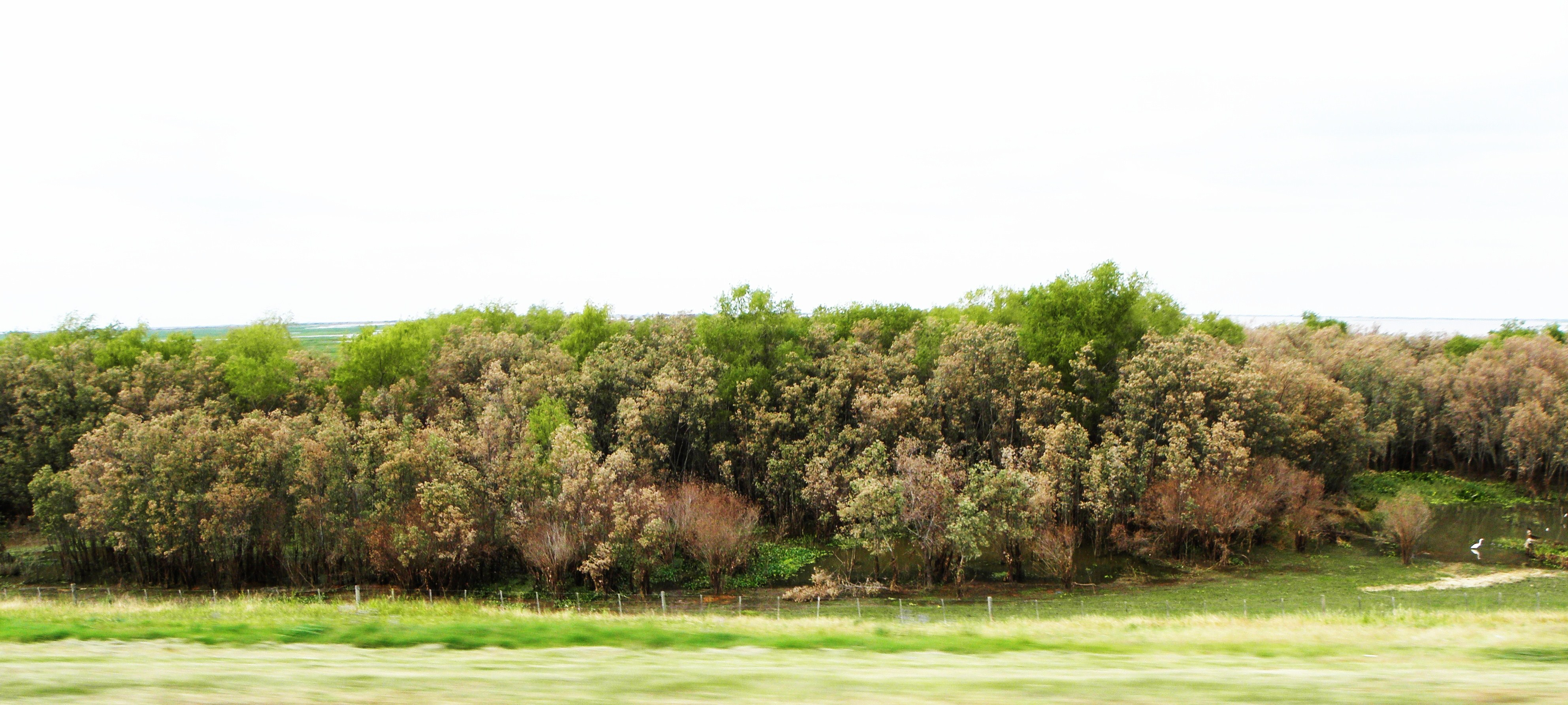
Forêt de Salix humboldtiana et Tessaria integrifolia en juin 2013.

## Faune
L'espèce emblématique est le cerf des marais, le plus grand cervidé d'Amérique du Sud : bon nageur, il se déplace d'une berge à l'autre pour échapper aux prédateurs et chercher les plantes aquatiques dont il se nourrit. Comme mammifères, on rencontre aussi la loutre à longue queue, le cabiai, le fourmilier à collier et le loup à crinière.
Les reptiles sont représentés par deux crocodiliens, le jacara et le caïman à museau large, des serpents comme Eunectes notaeus (anaconda jaune), Boiruna maculata et Hydrops triangularis, des lézards comme le tégu noir et blanc.
Les oiseaux comprennent des palmipèdes sédentaires comme la nette demi-deuil, le dendrocygne fauve, le dendrocygne veuf, et des oiseaux migrateurs tels que le bécasseau à poitrine cendrée, le bécasseau à croupion blanc, le bécasseau de Baird, le chevalier criard, le chevalier à pattes jaunes, le chevalier solitaire  et la barge hudsonienne.
La faune comprend encore 43 amphibiens et plus de 300 espèces de poissons dont les siluriformes Pseudoplatystoma (surubi) et Zungaro zungaro (nom local : manguruyú) ainsi que Piaractus mesopotamicus (nom local : pacú, gros cousin du piranha) et Salminus brasiliensis (nom local : dorada),.

Faune de la savane inondable du Paraná
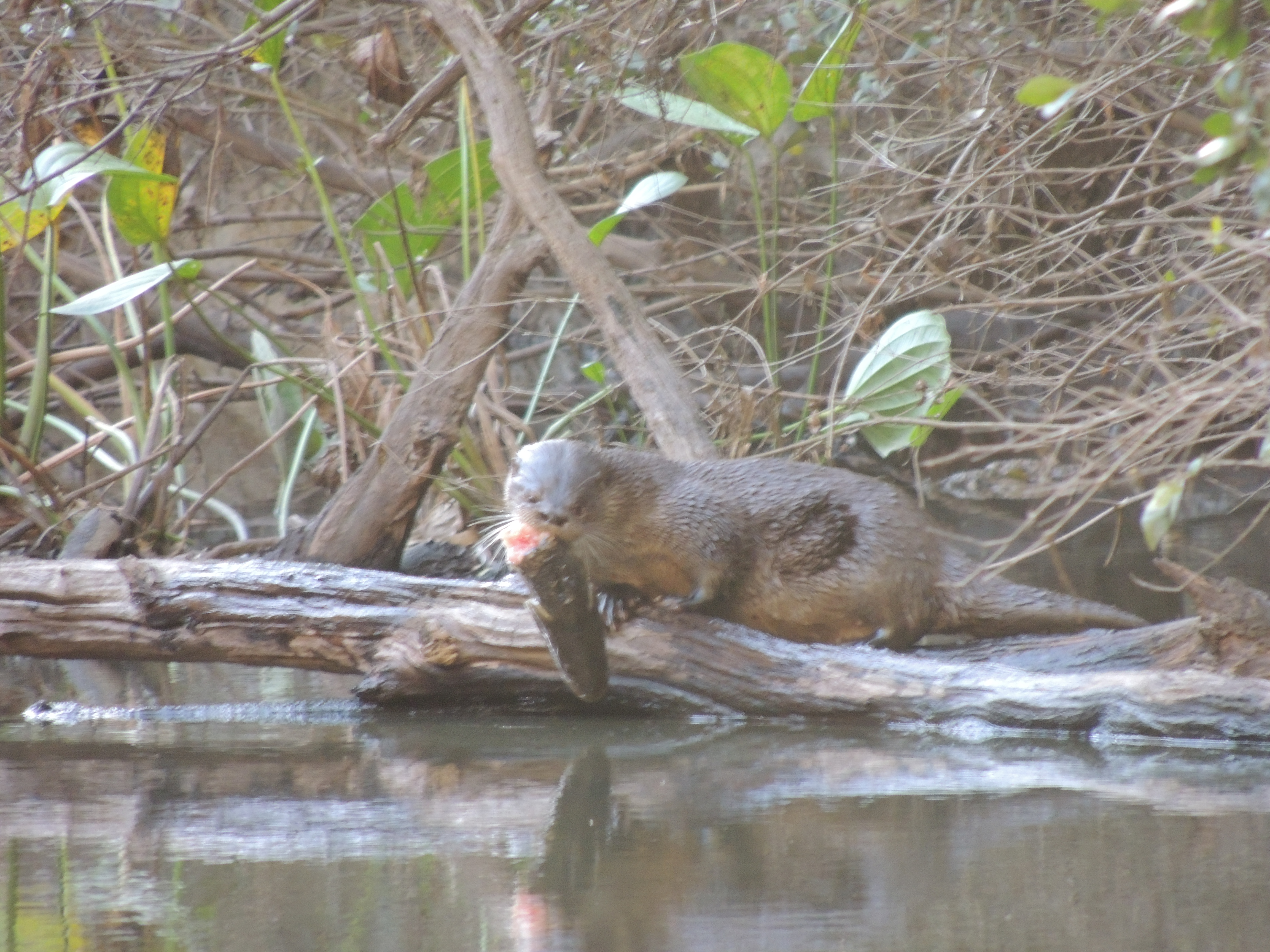
Loutre à longue queue avec sa proie en Uruguay en mai 2015.
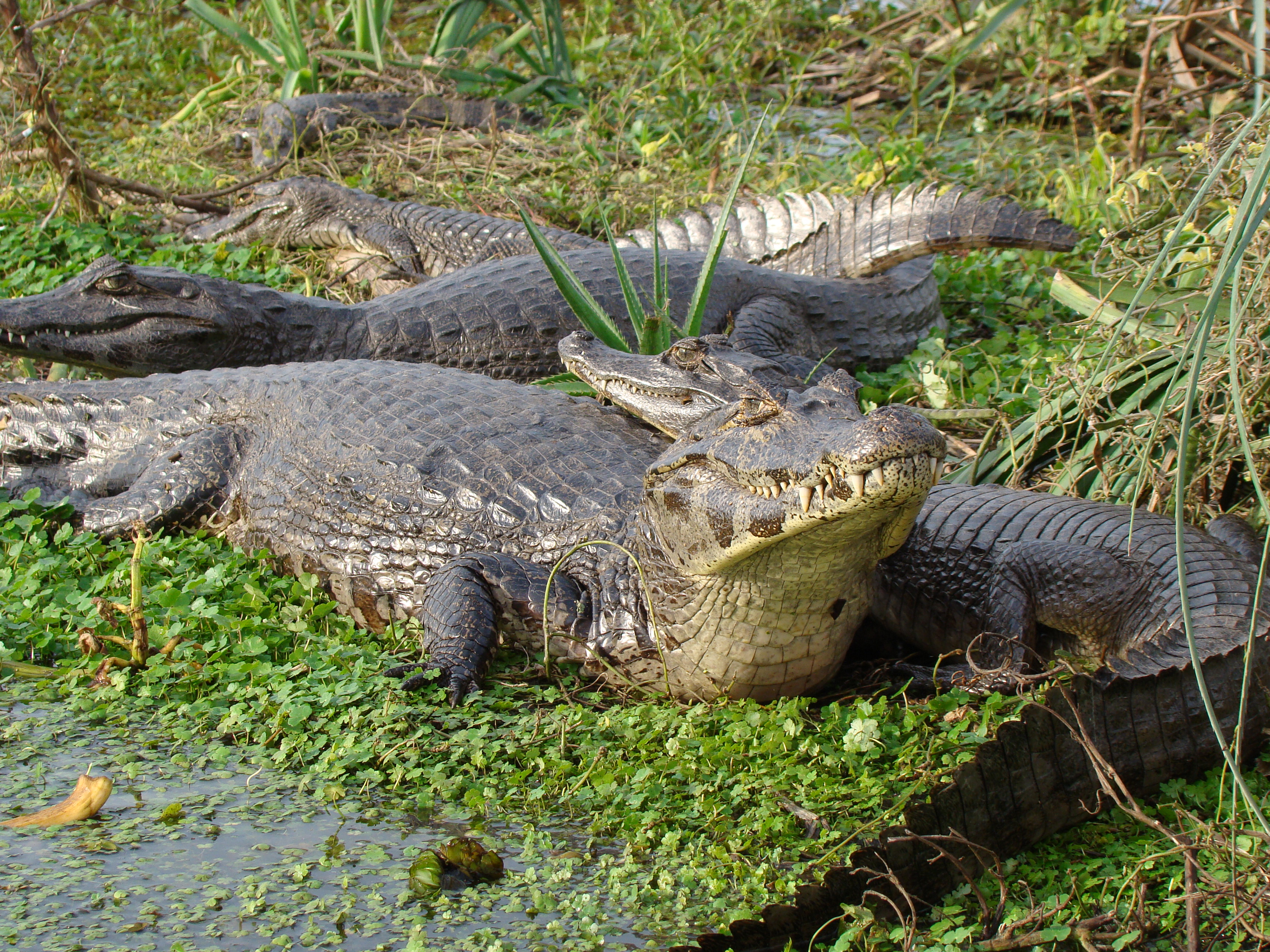
Caïmans jacara aux Esteros del Iberá, province de Corrientes, en juin 2010.
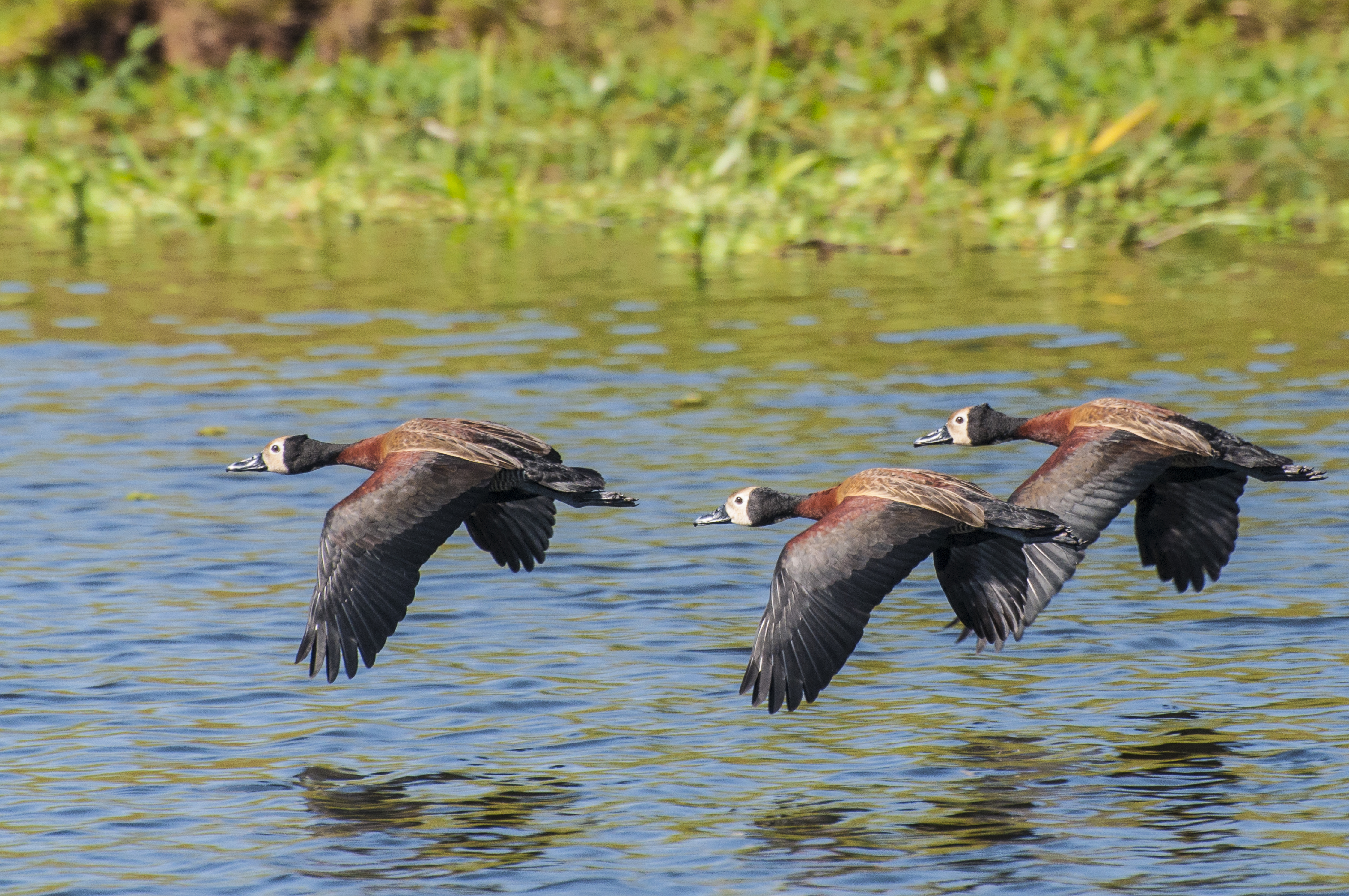
Dendrocygnes veufs dans le Pantanal en mai 2015.
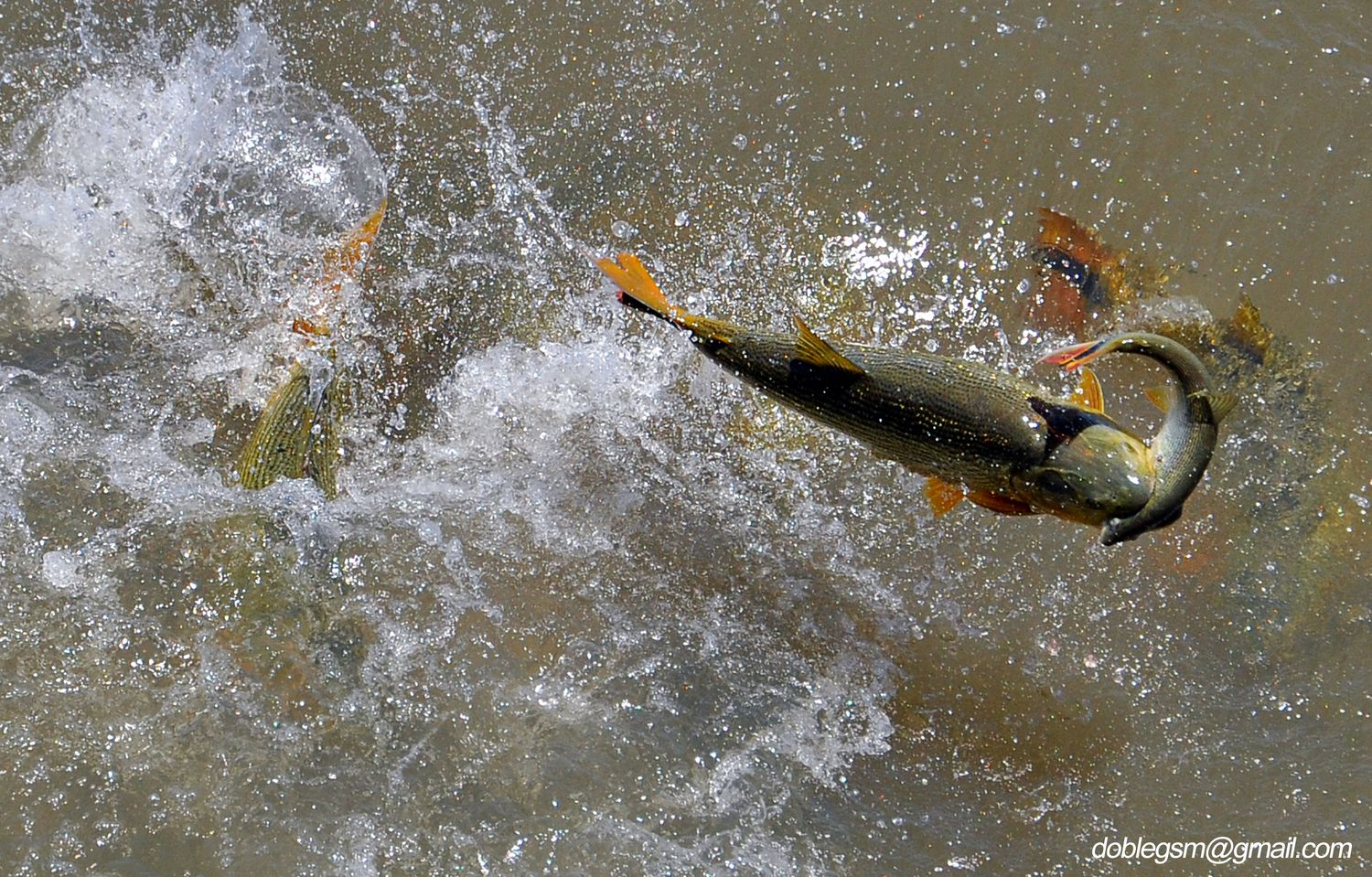
Dorado attaquant un congénère dans le  Rio Paraná en décembre 2010.

## Exploitation humaine et menaces

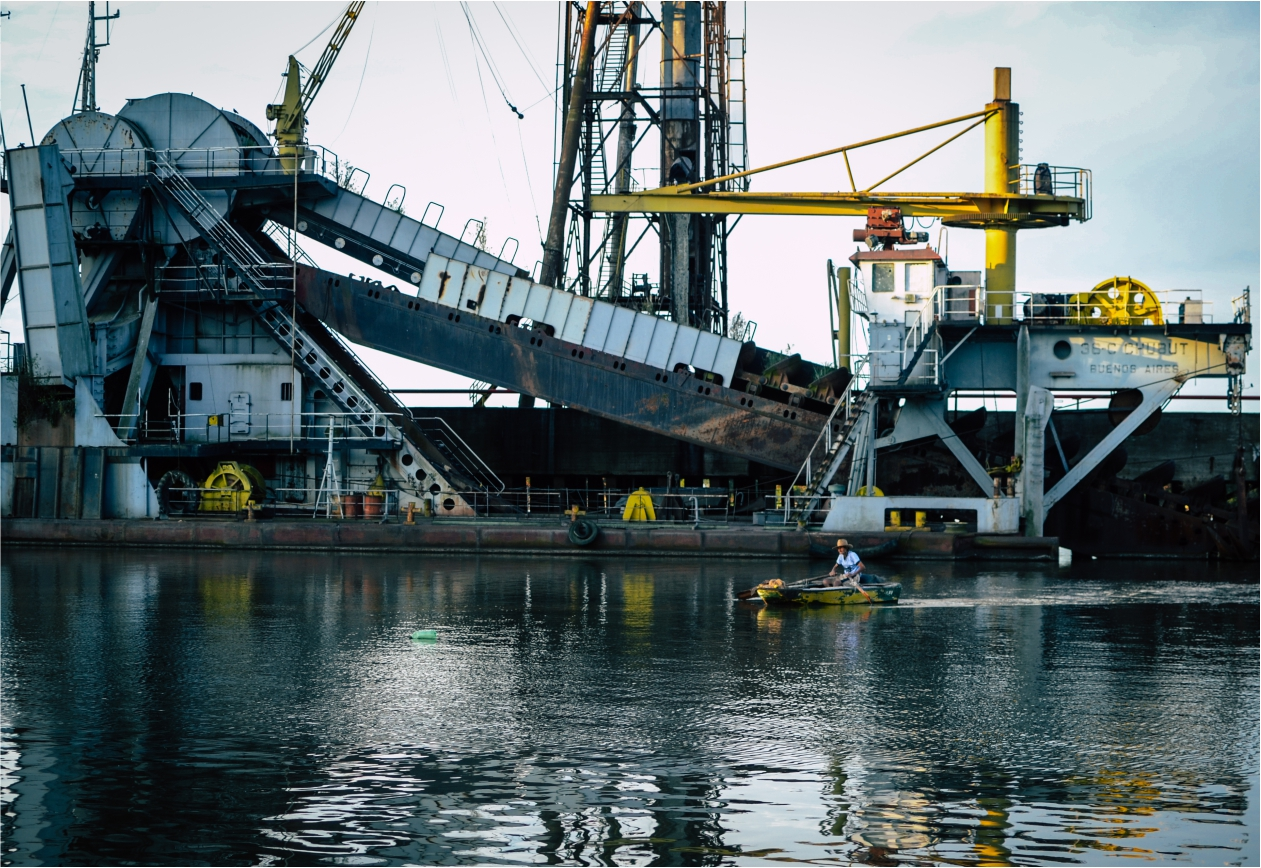
Pêcheur artisanal dans le port industriel de Villa Constitución en mars 2023.

Le Paraná tient une place vitale dans l'économie argentine : il est la principale source d'eau douce, la pêche  fait vivre 3 000 familles et la navigation fluviale est nécessaire à l'exportation des céréales. Mais son bassin est sujet à des grandes sécheresses, comme en 1944 et surtout en 2020-2021, qui mettent pratiquement à sec une grande partie de son lit. Cette baisse de débit est aggravée par les barrages et l'agriculture intensive ; en outre, les industries rejettent leurs déchets dans le fleuve sans se soucier des écosystèmes. La sécheresse se renouvelle  en 2023. Le président argentin Javier Milei, climatosceptique notoire élu la même année, promet de résoudre le problème par la privatisation des ressources en eau.

## Aires protégées
L'Argentine a plusieurs aires protégées dans cette région : réserve provinciale de Cayastá (es), parc provincial Del Medio-Los Caballos (es), réserve naturelle stricte de Colonia Benítez et réserve provinciale de Vire-Pitá. Depuis le 10 octobre 2001, l'Argentine a fait inscrire comme site Ramsar un vaste domaine de 4 920 km² le long du fleuve désigné sous le nom de Jaaukanigás, « le peuple de l'eau », d'après le nom d'un ancien peuple amérindien qui vivait là jusqu'au XVIIIe siècle.